# Sokna
Sokna is een plaats in de Noorse gemeente Ringerike, provincie Buskerud. Sokna telt 551 inwoners (2007) en heeft een oppervlakte van 0,72 km².